# Revolução Egípcia de 1919

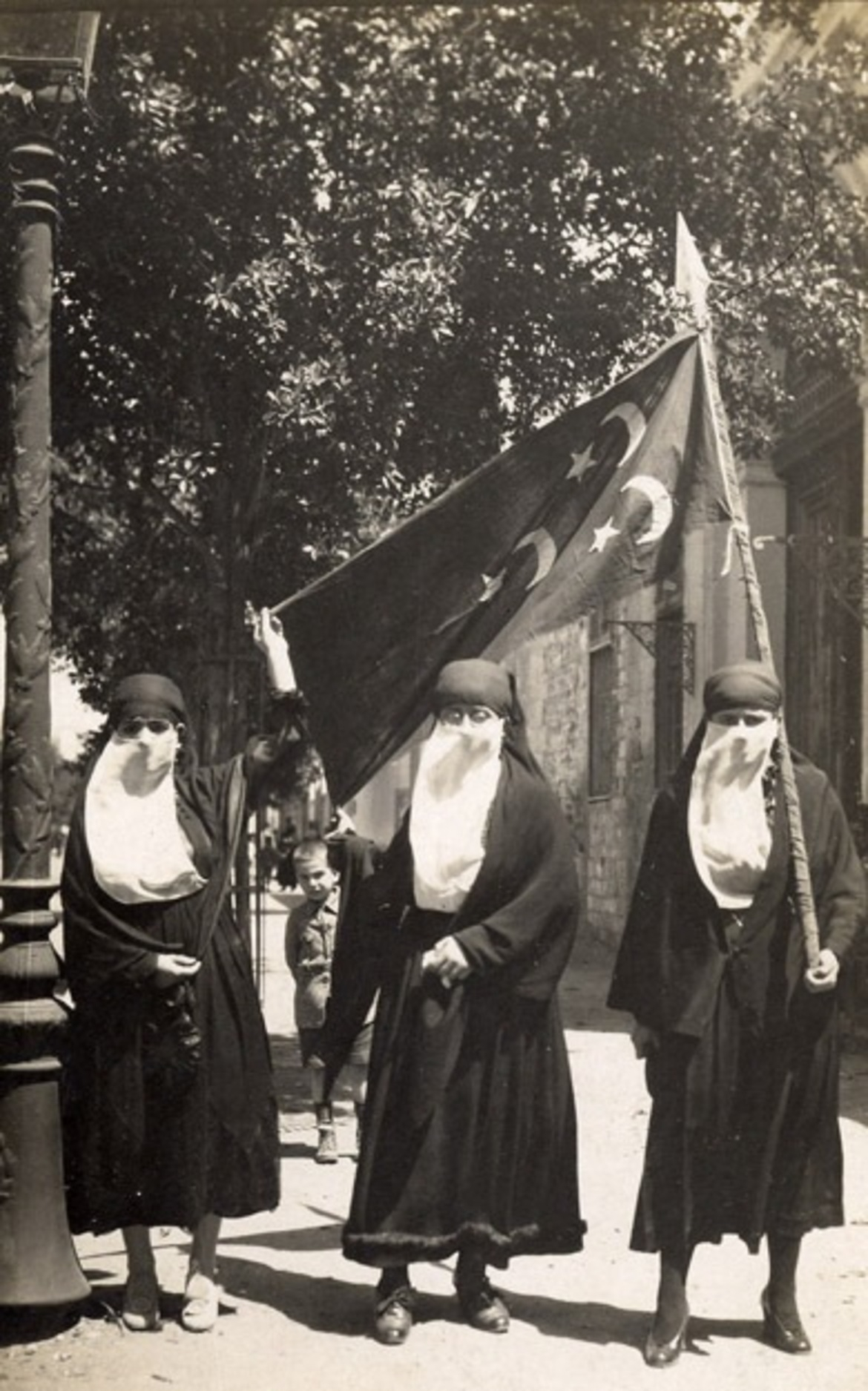
Manifestações de mulheres egípcias na Revolução de 1919

A Revolução Egípcia de 1919 foi uma revolução nacional contra a ocupação britânica do Egito e do Sudão. Foi realizada pelos egípcios e sudaneses de diferentes classes sociais e a centelha foi a extensão do exílio decretado pela Grã-Bretanha ao líder revolucionário Saad Zaghlul e outros membros do Partido Wafd em 1919. O evento levou a concessão de independência unilateral da Grã-Bretanha ao Egito em 1922, e a implementação de uma nova constituição em 1923. A Grã-Bretanha, no entanto, se recusou a reconhecer a soberania egípcia completa sobre o Sudão ou a retirar suas forças da Zona do Canal de Suez, fatores que continuaram a prejudicar as relações anglo-egípcias nas décadas que antecederam a Revolução Egípcia de 1952, o golpe vitorioso do Movimento dos Oficiais Livres de Muhammad Naguib e Gamal Abdel Nasser em 1952 e a subseqüente nacionalização do Canal de Suez em 1956, que finalmente levou o Egito a sua independência total e substancial dos estrangeiros.